# 빈스 길
빈스 길(Vince Gill, 1957년 4월 12일 ~ )은 미국의 싱어송라이터이다.